# Zamek Halmstad
Zamek Halmstad (szw. Halmstads slott) – siedemnastowieczny zamek położony w Halmstad, w rejonie Halland w Szwecji.

## Historia
W pierwszej połowie XVII wieku region Halland był prowincją duńską, a w miejscu, gdzie dziś znajduje się zamek stało gospodarstwo rolne. W 1595 r. zostało ono wykupione i przerobione na dom dla duńskiego króla Chrystiana IV Oldenburga, który wizytował Halmstad. Za jego przyzwoleniem wybudowano później w tym miejscu zamek.
W 1609 roku w miejscu gospodarstwa i na dziewięciu przyległych działkach rozpoczęto budowę, którą zakończono prawdopodobnie w 1615 r. Nadzorcą i głównym projektantem zamku był holenderski architekt Willum Cornelissen, który zaprojektował go w stylu renesansowego Christiana IV. W zasadzie przypominał on bardziej duński, wiejski dom niż elegancki królewski pałac.
Po zakończeniu wojny duńsko-szwedzkiej w 1645 r. i podpisaniu traktatu z Roskilde w 1658 r. zamek przeszedł w ręce Szwedów i znalazł się pod kontrolą Bengta Christofferssona Lilliehooka, pierwszego szwedzkiego gubernatora rejonu Halland. Stał się też częstym miejscem odwiedzin szwedzkich królów. W 1658 r. wzmocniono jego wewnętrzne fortyfikacje, a w fasadzie zmniejszono okna.
Od 1770 r. do czasów współczesnych zamek był kilkakrotnie przebudowywany. Obecnie znajduje się w nim siedziba gubernatora rejonu Halland i miejscowych samorządowców.